# Carrer Bonaire (Sant Mori)
El Carrer Bonaire és un carrer al municipi de Sant Mori (Alt Empordà) catalogat a l'Inventari del Patrimoni Arquitectònic de Catalunya. Sant Mori és un petit poble rural dedicat a l'agricultura i la ramaderia, format per dos nuclis construïts sobre dos turons veïns, separats uns 300 metres: El nucli antic o també anomenat barri del Castell, i l'extramurs o barri d'es Puig, ubicat més al nord. El conjunt de cases del carrer Bonaire foren bastides sobre el turó d'es Puig, i no han sofert alteracions notables, respectant l'essència de les velles construccions en les diferents restauracions. La cronologia d'aquestes cases és molt àmplia, des del segle xviii al segle xx.
Situades dins del nucli urbà de la població de Sant Mori, a la part nord del terme i del nucli antic, delimitat pels carrers del Puig, del Pou, Roquetes, de les Escoles i Pujada de la Creu.
El conjunt d'edificis que configuren el traçat del carrer Bonaire, a banda i banda de la via, es tracta de cases entre mitgeres, formades per dos o tres cossos adossats, amb les cobertes de dues vessants de teula i distribuïdes en planta baixa i un o dos pisos. Presenten finestres rectangulars, en alguns edificis emmarcades amb carreus i en altres bastides amb maons. A la planta baixa acostumen a tenir un gran portal d'arc rebaixat d'accés a l'interior, normalment bastit amb maons. Alguns edificis han estat reformats i d'altres mantenen el caràcter genuí de la construcció original. Els edificis estan bastits amb pedra sense desbastar i abundant morter de calç. Les refeccions són bastides amb maons i els paraments, en molts casos, estan arrebossats.